# Dioithona rigida
Dioithona rigida is een eenoogkreeftjessoort uit de familie van de Oithonidae. De wetenschappelijke naam van de soort is voor het eerst geldig gepubliceerd in 1950 door Lindberg.